# Multaka
Multaka – Treffpunkt Museum ist eine Initiative Berliner Museen zur Vermittlung von kunstgeschichtlichen und historischen Zusammenhängen für Arabisch und Persisch sprechende Besucher. „Multaka“ (arabisch „Treffpunkt“, DMG multaqā, ملتقى) steht dabei als Bezeichnung für einen neuen museumspädagogischen Austausch kultureller und historischer Erfahrungen von Geflüchteten und anderen Besuchern aus Ländern des Vorderen Orients mit den eigens dafür geschulten Multaka Guides. Dabei vermittelt der interkulturelle Dialog mit den Ausstellungsbesuchern in ihrer Muttersprache deren jeweilige Sichtweisen auf die historischen Zusammenhänge der Kulturobjekte und darüber hinaus auch auf das eigene Verständnis vom kulturellen Erbe ihres Heimatlandes.

## Geschichte

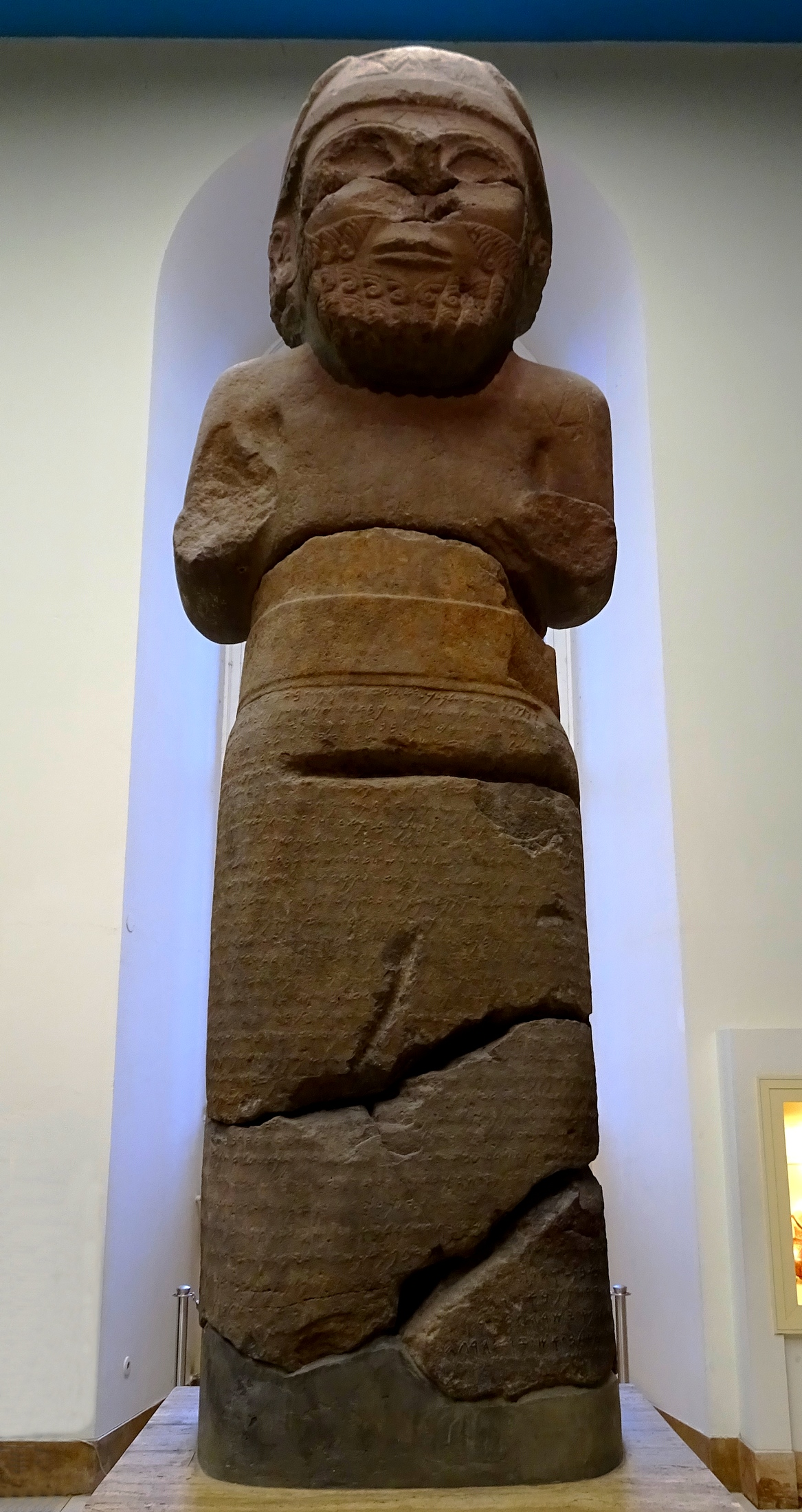
Statue der Wettergottheit Hadad, Vorderasiatisches Museum Berlin

„Multaka: Treffpunkt Museum“ ist ein museumspädagogisches Begleitprogramm mit dem Ziel, den interkulturellen Austausch zwischen Menschen aus dem Vorderen Orient und den beteiligten Museen zu ergänzen. Mittels sprachlicher und kunsthistorischer Vermittlung durch speziell für diese Führungen ausgebildete Geflüchtete und Migrantinnen soll ein tieferes Verständnis der Ausstellungen mit Funden deutscher Archäologen in den heutigen Ländern Syrien, Irak und der Türkei erzielt werden. Weiterhin trägt die Perspektive von Migranten zum differenzierten Verständnis deutscher Geschichte und Kultur aus der Sicht von verschiedenen Bevölkerungsgruppen bei.
Das Projekt wurde 2015 vom Museum für Islamische Kunst initiiert und danach in Kooperation mit dem Vorderasiatischen Museum, dem Bode-Museum und dem Deutschen Historischen Museum durchgeführt. Aufgrund der vorübergehenden Schließung des Pergamonmuseums im Oktober 2023 finden Multaka-Führungen auch in der Antikensammlung des Alten Museums, im Ägyptischen Museum, im Museum für Vor- und Frühgeschichte sowie in der Alten Nationalgalerie statt. Besonders im Deutschen Historischen Museum steht die jüngere deutsche Geschichte im Mittelpunkt der auf gegenseitige Anerkennung historischer Erfahrungen wie Flucht und Vertreibung beruhenden Führungen.
Durch die kostenlos angebotenen Führungen werden den meist muslimischen Besuchern Zusammenhänge zwischen verschiedenen historischen Epochen und Ländern vermittelt. Dabei sollen die dialogisch konzipierten Führungen den Museumsbesuchern Verbindungen zwischen der Kulturgeschichte ihrer Heimatländer und den Sammlungen aufzeigen. Die hierfür ausgebildeten Arabisch oder Persisch sprechenden Multaka Guides ergänzen die Kenntnisse der Teilnehmenden in deren Muttersprache durch Informationen über die Herkunft und Geschichte der Ausstellungsgegenstände. Eine oft gestellte Frage ist dabei: „Wie kamen diese Kulturobjekte nach Berlin?“
Seit Beginn des Projekts nahmen mehr als 30 Guides aus Syrien, dem Irak, Afghanistan und dem Iran an dieser Ausbildung teil, von denen 16 Personen wie der irakische Archäologe Hussam Zahim Mohammed und die aus Syrien stammende Autorin Kefah Ali Deeb bereits langfristig für Multaka tätig sind. Eine Statue der syro-phönizischen Gottheit Hadad stellt hierbei für Ali Deeb ein Beispiel für die Ursprünge der Religionen ihres Heimatlandes in alten Mythen dar. Bereits im ersten Jahr nahmen mehr als 6.500 Menschen an den Führungen teil. Sie werden seither einmal pro Woche jeweils in Arabisch und Persisch durchgeführt, wobei auf Anfrage auch Führungen auf Deutsch oder Englisch angeboten werden.

### Weitere Aktivitäten
Im April 2016 initiierten das Museum für Islamische Kunst und das Institut für Islamische Theologie an der Universität Osnabrück öffentliche Werkstattgespräche zur Gegenwart und Zukunft der Migrationsgesellschaft. Vor allem durch interkulturelle Jugendarbeit reagierten die Veranstalter einerseits auf die seit 2015 stark angewachsene Zahl von Migranten sowie auf die Diskussionen über die Integration von Muslimen in Deutschland. Dabei dienen Museumsobjekte als Ausdruck der Wertschätzung islamisch geprägter Kulturen und als Beispiel, wie der Kontakt zwischen Europa und dem Nahen Osten abendländische Musik, Kleidung und Wissenschaft beeinflusst hat und wie andererseits auch der kulturelle Wandel in islamisch geprägten Ländern durch die westliche Moderne geprägt wurde.
Weiterhin bietet das Projekt Multaka auch die Vermittlung von Unterrichtskonzepten und Materialien für Berliner Schulen und Jugendeinrichtungen an. Die sogenannte „Toolbox“ mit interaktiven Spielen und Übungen zu den Themen Essen, Musik und Orte kann in den Bildungseinrichtungen von einer oder einem Multaka-Guide kostenlos durchgeführt werden.
Die Ziele des Projekts Multaka fasste der Islamwissenschaftler und Direktor des Museums für Islamische Kunst Stefan Weber, wie folgt zusammen:

„Unsere Vision ist es, ein kollektives Bewusstsein für das kulturelle Erbe zu schaffen – ein Erbe das uns durch die Geschichte verbindet. Wir wollen mit dem Museum ein neues Publikum in die laufenden Diskussionen über kulturelles Erbe im Konflikt und um soziale Verantwortung einbeziehen. Die Teilnehmer benennen selber, was ihr Erbe ausmacht und sind auf allen Ebenen aktiv eingebunden. Die Projekte haben einen starken partizipativen Charakter.“

## Internationale Kooperation
Im Juni 2019 gründeten die Initiatoren von Multaka in Berlin zusammen mit sechs ähnlichen Museumsprojekten in Deutschland, England, Italien, Griechenland und der Schweiz das internationale Multaka-Netzwerk. Hierdurch haben sich 29 Museen in den genannten Ländern an der Entwicklung interkultureller Vermittlungsformen für Besucher mit Migrationshintergrund und der Ausbildung von mehr als 100 Museum Guides beteiligt. Auch hier sollen durch den interkulturellen Dialog mit den Ausstellungsbesuchern sollen deren jeweilige Sichtweisen auf die historischen Zusammenhänge der Kulturobjekte und auf das eigene Verständnis vom kulturellen Erbe ihres Heimatlandes ergänzt werden.
In Bagdad finden als gemeinsames Projekt des Goethe-Instituts und des Irakischen Nationalmuseums museumspädagogische Workshops und Führungen für Kinder und Jugendliche unter der Bezeichnung Multaka Kids statt.

## Auszeichnungen
- Sonderpreis für Projekte zur kulturellen Teilhabe geflüchteter Menschen, 2016[17]
- Bundessieger des Wettbewerbs „Ausgezeichnete Orte im Land der Ideen“, 2016
- zenith Photo Award, 2017[18]
- Museum and Heritage Award, London, 2018[19]